# No te cortes
No te cortes (abreviado como NTC) fue un programa radiofónico español dirigido a un público joven de entre 14 y 35 años que se emitió en la emisora musical Los 40 Principales desde el 26 de agosto de 2013 hasta el 14 de julio de 2016. Su horario era de 23:00 a 01:00 horas de lunes a viernes, aunque desde su estreno hasta el 25 de agosto de 2014 el horario fue de 20:00 a 22:00 horas. Se trataba de un programa donde el oyente participaba, y donde se hablaba de temas sociales como la amistad, las relaciones, el sexo e incluso los fenómenos paranormales, desde un punto de vista desenfadado y divertido. Las intervenciones en directo se combinaban con los éxitos musicales del momento. Fue presentado por Uri Sàbat, Daniela Blume, Agnes Tejada (Venus), Alyson Eckmann y Víctor Cortes.

## Historia
Tras llevar varios años presentando Ponte a prueba en Europa FM, en julio de 2013, Oriol Sàbat, Daniela Blume y Víctor Cortes ficharon por Los 40 Principales, para presentar un nuevo programa llamado "No te cortes". El programa se estrenó el 26 de agosto de 2013 y su horario era de lunes a viernes de 20:00 a 22:00 horas. A finales de septiembre de 2013, Alyson Eckmann se incorporó al equipo del programa. El 25 de agosto de 2014, No te cortes cambia de horario y pasa a emitirse de 23:00 a 01:00 horas, de lunes a viernes. Ese mismo día, Agnès Tejada, también conocida como Venus, se incorpora como locutora, junto con el resto del equipo. Debido al cambio de imagen y contenido que sufrió Los 40 Principales a mediados de 2016, la emisora decidió cancelar el programa ese mismo año. El 14 de julio de 2016, y tras 664 programas, No te cortes finalizó su emisión.
Según la tercera oleada de 2014, del Estudio General de Medios EGM, No te Cortes era el programa líder de la radio musical en su franja, superando en audiencia a su competidor más directo, Ponte a prueba.